# Белавино (Тутаевский район)
В Ярославской области есть еще одна деревня Белавино, в Любимском районе.
Белавино — деревня Фоминского сельского округа Константиновского сельского поселения Тутаевского района Ярославской области .
Деревня находится на юго-востоке сельского поселения, к юго-востоку от Тутаева и посёлка Константиновский. Она примыкает с северо-востока к федеральной трассе Р151 Ярославль—Тутаев. К северу от Белавино на крутом и высоком правом берегу реки Волга стоит деревня Брянцево. К югe от Белавино, с противоположной стороны федеральной трассы на небольшом расстоянии от неё стоят деревни Павловское и Дорожаево. Белавино последняя деревня Тутаевского района в сторону Ярославля, непосредственно примыкающая к трассе. Следующая деревня в этом направлении Некрасово, которая находится уже в Ярославском районе .
Деревня Белавина указана на плане Генерального межевания Борисоглебского уезда 1792 года. В 1825 Борисоглебский уезд был объединён с Романовским уездом. По сведениям 1859 года деревня относилась к Романово-Борисоглебскому уезду .

## Население
| 1859 | 2002 | 2004 | 2005 | 2006 | 2007 | 2008 |
| ---- | ---- | ---- | ---- | ---- | ---- | ---- |
| 84   | ↘7   | ↗8   | →8   | ↗16  | →16  | ↗17  |
| 2010 |      |      |      |      |      |      |
| ↘16  |      |      |      |      |      |      |

На 1 января 2007 года в деревне Белавино числилось 16 постоянных жителей . По карте 1975 г. в деревне жило 17 человек. 

## Достопримечательности
Близ деревни в урочище Петропавловский погост расположена недействующая Церковь Казанской иконы Божией Матери (1801).